# Lake King
Lake King är en ort i Australien. Den ligger i kommunen Lake Grace och delstaten Western Australia, omkring 380 kilometer öster om delstatshuvudstaden Perth.
Trakten runt Lake King är nära nog obefolkad, med mindre än två invånare per kvadratkilometer.. 
Trakten runt Lake King består till största delen av jordbruksmark. Genomsnittlig årsnederbörd är 509 millimeter. Den regnigaste månaden är september, med i genomsnitt 68 mm nederbörd, och den torraste är februari, med 14 mm nederbörd.